# Incisivosaurus
Incisivosaurus byl rod teropodního dinosaura z období rané křídy. Patří do skupiny Oviraptorosauria, v níž je bazálním zástupcem. Jeho pozůstatky byly objeveny na území Čínské lidové republiky. První nalezený exemplář pochází z formace Yixian (I-sian) v provincii Liao-ning a je asi 125 milionů let starý.

## Popis
Incisivosaurus byl vybaven párem dlouhých zubů. Podle jeho celkového vzhledu paleontologové usuzují, že se jednalo o býložravce či všežravce. Tento malý teropod dosahoval délky kolem 80 až 90 centimetrů a vážil asi 2 kilogramy.

## V populární kultuře
Incisivosaurus se stal známým především díky svému vyobrazení ve třetí epizodě populární fiktivně-dokumentární britské série Prehistorický park. Byli zde vyobrazeni samci i samice, samci používají své peří k zastrašení protivníka nebo k namlouvání samic.